# Campeonato Mundial de Remo de 2017
El XLVII Campeonato Mundial de Remo se celebró en Sarasota (Estados Unidos) entre el 24 de septiembre y el 1 de octubre de 2017 bajo la organización de la Federación Internacional de Sociedades de Remo (FISA) y la Federación Estadounidense de Remo.
Las competiciones se realizaron en el canal de remo del Parque Nathan Benderson, ubicado al este de la ciudad estadounidense.

## Medallistas

### Masculino
| Evento                                 | Oro | Plata | Bronce |
| -------------------------------------- | --- | --- | --- |
| Scull individual M1X (01.10)           | Ondřej Synek · República Checa · 6:40,64 | Ángel Fournier Rodríguez · Cuba · 6:43,49 | Thomas Barras Reino Unido 6:45,14 |
| Doble scull M2X (01.10)                | John Storey Christopher Harris Nueva Zelanda 6:10,07 | Mirosław Ziętarski · Mateusz Biskup · Polonia · 6:10,66 | Filippo Mondelli · Luca Rambaldi · Italia · 6:11,33 |
| Cuatro scull M4X (30.09)               | Dovydas Nemeravičius · Martynas Džiaugys · Rolandas Maščinskas · Aurimas Adomavičius · Lituania · 5:43,10                                                                                | Jack Beaumont Jonathan Walton John Collins Graeme Thomas Reino Unido 5:45,03                                                                                       | Kaur Kuslap Allar Raja Tõnu Endrekson Kaspar Taimsoo Estonia 5:45,32 |
| Dos sin timonel M2- (30.09)            | Matteo Lodo · Giuseppe Vicino · Italia · 6:16,22 | Martin Sinković · Valent Sinković · Croacia · 6:16,56 | Thomas Murray James Hunter Nueva Zelanda 6:20,85 |
| Dos con timonel M2+ (29.09)            | Adrián Juhász · Béla Simon · Andrea Vanda Kolláth (t) · Hungría · 6:54,80 | Darcy Wruck Angus Widdicombe James Rook (t) Australia 6:56,60 | Malte Großmann · Finn Schröder · Jonas Wiesen (t) · Alemania · 6:58,37 |
| Cuatro sin timonel M4- (30.09)         | Joshua Hicks Spencer Turrin Jack Hargreaves Alexander Hill Australia 5:55,24 | Marco Di Costanzo · Giovanni Abagnale · Matteo Castaldo · Domenico Montrone · Italia · 5:57,19                                                                     | Matthew Rossiter Mohamed Sbihi Matthew Tarrant William Satch Reino Unido 5:57,99                                                                                                   |
| Ocho con timonel M8+ (01.10)           | Johannes Weißenfeld · Felix Wimberger · Maximilian Planer · Torben Johannesen · Jakob Schneider · Malte Jakschik · Richard Schmidt · Hannes Ocik · Martin Sauer (t) · Alemania · 5:26,85 | Dariush Aghai Yohann Rigogne Alexander Karwoski Jordan Vanderstoep Thomas Peszek Nicholas Mead Andrew Reed Patrick Eble Julian Venonsky (t) Estados Unidos 5:28,45 | Cesare Gabbia · Emanuele Liuzzi · Luca Parlato · Paolo Perino · Bruno Rosetti · Mario Paonessa · Davide Mumolo · Leonardo Pietra Caprina · Enrico D'Aniello (t) · Italia · 5:28,90 |
| Scull individual ligero LM1X (29.09)   | Paul O'Donovan Irlanda 6:48,87 | Matthew Dunham Nueva Zelanda 6:52,16 | Kristoffer Brun · Noruega · 6:52,35 |
| Doble scull ligero LM2X (30.09)        | Pierre Houin Jérémie Azou Francia 6:13,10 | Stefano Oppo · Pietro Ruta · Italia · 6:15,15 | Sun Man Fan Junjie China 6:15,40 |
| Cuatro scull ligero LM4X (29.09)       | François Teroin Damien Piqueras Maxime Demontfaucon Stany Delayre Francia 5:51,85 | Edward Fisher Zak Lee-Green Peter Chambers Gavin Horsburgh Reino Unido 5:52,02                                                                                     | Ninos Nikolaídis · Panayotis Magdanís · Spyridon Yánnaros · Eleftherios Kónsolas · Grecia · 5:53,64                                                                                |
| Dos sin timonel ligero LM2- (29.09)    | Mark O'Donovan Shane O'Driscoll Irlanda 6:32,45 | Giuseppe Di Mare · Alfonso Scalzone · Italia · 6:34,20 | Xavier Vela Maggi · Willian Giaretton · Brasil · 6:35,30 |
| Cuatro sin timonel ligero LM4- (01.10) | Federico Duchich · Leone Barbaro · Lorenzo Tedesco · Piero Sfiligoi · Italia · 5:59,60                                                                                                   | Maxim Telitsyn · Alexandr Bogdashin · Alexandr Chaukin · Alexei Vikulin · Rusia · 6:01,91                                                                          | Patrik Stöcker · Sven Keßler · Jonathan Koch · Julius Peschel · Alemania · 6:03,37                                                                                                 |

### Femenino
| Evento                               | Oro | Plata | Bronce |
| ------------------------------------ | --- | --- | --- |
| Scull individual W1X (01.10)         | Jeannine Gmelin · Suiza · 7:22,58 | Victoria Thornley Reino Unido 7:24,50 | Magdalena Lobnig · Austria · 7:26,56 |
| Doble scull W2X (01.10)              | Brooke Donoghue Olivia Loe Nueva Zelanda 6:45,08 | Meghan O'Leary Ellen Tomek Estados Unidos 6:46,57 | Olympia Aldersey Madeleine Edmunds Australia 6:49,76                                                                                     |
| Cuatro scull W4X (30.09)             | Olivia van Rooijen · Inge Janssen · Sophie Souwer · Nicole Beukers · Países Bajos · 6:16,72                                                                                             | Agnieszka Kobus · Marta Wieliczko · Maria Springwald · Katarzyna Zillmann · Polonia · 6:17,71                                                                                 | Bethany Bryan Mathilda Hodgkins-Byrne Jessica Leyden Holly Nixon Reino Unido 6:19,93                                                     |
| Dos sin timonel W2- (30.09)          | Grace Prendergast Kerri Gowler Nueva Zelanda 7:00,53 | Megan Kalmoe Tracy Eisser Estados Unidos 7:04,37 | Hedvig Rasmussen Christina Johansen Dinamarca 7:06,21                                                                                    |
| Cuatro sin timonel W4- (30.09)       | Lucy Stephan Katrina Werry Sarah Hawe Molly Goodman Australia 6:33,58 | Olga Michałkiewicz · Joanna Dittmann · Monika Ciaciuch · Maria Wierzbowska · Polonia · 6:34,25                                                                                | Yelena Oriabinskaya · Anastasiya Tijanova · Yekaterina Potapova · Alevtina Savkina · Rusia · 6:34,67                                     |
| Ocho con timonel W8+ (01.10)         | Ioana Vrînceanu · Viviana-Iuliana Bejinariu · Mihaela Petrilă · Iuliana Popa · Mădălina Bereș · Denisa Tîlvescu · Adelina Boguș · Laura Oprea · Daniela Druncea (t) · Rumania · 6:06,40 | Lisa Roman · Kristin Bauder · Nicole Hare · Hillary Janssens · Christine Roper · Susanne Grainger · Jennifer Martins · Rebecca Zimmerman · Kristen Kit (t) · Canadá · 6:07,09 | Ashlee Rowe Ruby Tew Georgia Perry Kelsey Bevan Kelsi Walters Rebecca Scown Lucy Spoors Emma Dyke Sam Bosworth (t) Nueva Zelanda 6:07,27 |
| Scull individual ligero LW1X (29.09) | Kirsten McCann Sudáfrica 7:38,78 | Marieke Keijser · Países Bajos · 7:41,00 | Mary Jones Estados Unidos 7:42,45 |
| Doble scull ligero LW2X (30.09)      | Ionela-Livia Lehaci · Gianina-Elena Beleagă · Rumania · 6:55,88 | Zoe McBride Jackie Kiddle Nueva Zelanda 6:56,09 | Emily Schmieg Michelle Sechser Estados Unidos 6:56,38                                                                                    |
| Cuatro scull ligero LW4X (29.09)     | Asja Maregotto · Paola Piazzolla · Federica Cesarini · Giovanna Schettino · Italia · 6:33,97                                                                                            | Amy James Alice Arch Georgia Miansarow Georgia Nesbitt Australia 6:35,47 | Xuan Xulian Shen Ling Pan Dandan Chen Fang China 6:36,33                                                                                 |

## Medallero
| Núm. | País            | Oro | Plata | Bronce | Total |
| ---- | --------------- | --- | ----- | ------ | ----- |
| 1    | Italia          | 3   | 3     | 2      | 8     |
| 2    | Nueva Zelanda   | 3   | 2     | 2      | 7     |
| 3    | Australia       | 2   | 2     | 1      | 5     |
| 4    | Francia         | 2   | 0     | 0      | 2     |
| 4    | Irlanda         | 2   | 0     | 0      | 2     |
| 4    | Rumania         | 2   | 0     | 0      | 2     |
| 7    | Países Bajos    | 1   | 1     | 0      | 2     |
| 8    | Alemania        | 1   | 0     | 2      | 3     |
| 9    | Hungría         | 1   | 0     | 0      | 1     |
| 9    | Lituania        | 1   | 0     | 0      | 1     |
| 9    | República Checa | 1   | 0     | 0      | 1     |
| 9    | Sudáfrica       | 1   | 0     | 0      | 1     |
| 9    | Suiza           | 1   | 0     | 0      | 1     |
| 14   | Reino Unido     | 0   | 3     | 3      | 6     |
| 15   | Estados Unidos  | 0   | 3     | 2      | 5     |
| 16   | Polonia         | 0   | 3     | 0      | 3     |
| 17   | Rusia           | 0   | 1     | 1      | 2     |
| 18   | Canadá          | 0   | 1     | 0      | 1     |
| 18   | Croacia         | 0   | 1     | 0      | 1     |
| 18   | Cuba            | 0   | 1     | 0      | 1     |
| 21   | China           | 0   | 0     | 2      | 2     |
| 22   | Austria         | 0   | 0     | 1      | 1     |
| 22   | Brasil          | 0   | 0     | 1      | 1     |
| 22   | Dinamarca       | 0   | 0     | 1      | 1     |
| 22   | Estonia         | 0   | 0     | 1      | 1     |
| 22   | Grecia          | 0   | 0     | 1      | 1     |
| 22   | Noruega         | 0   | 0     | 1      | 1     |
|      | TOTAL           | 21  | 21    | 21     | 63    |